# U-196
U-196 — большая океанская немецкая подводная лодка типа IXD2 времён Второй мировой войны. Заказ на постройку субмарины был отдан 4 ноября 1940 года. Лодка была заложена 10 июня 1941 года на верфи компании АГ Везер в Бремене под строительным номером 1042, спущена на воду 24 апреля 1942 года, вошла в строй 11 сентября 1942 года под командованием капитан-лейтенанта Эйтеля-Фридриха Кентрата.

## Командиры лодки
- 11 сентября 1942 года — 21 сентября 1944 года корветтен-капитан Эйтель-Фридрих Кентрат
- 1 октября — 1 декабря 1944 года Вернер Штриглер

## Флотилии
- 11 сентября 1942 года — 31 марта 1943 года 4-я флотилия (учебная)
- 1 апреля 1943 года — 30 сентября 1944 года 12-я флотилия
- 1 октября — 1 декабря 1944 года 33-я флотилия

## Боевая служба
Лодка совершила 3 боевых похода, потопила 3 судна суммарным водоизмещением 17 739 брт. Пропала без вести 1 декабря 1944 года неподалёку от Зондского пролива, к югу от Явы, точное место и причина гибели неизвестны, предположительно, лодка погибла в результате неисправности при погружении. На борту находились 65 человек экипажа.
U-196 совершила самый длительный поход среди всех субмарин Второй мировой войны, продолжавшийся 225 дней.